# 灰毛景天
灰毛景天（学名：Sedum selskianum）为景天科景天属的植物。分布于朝鲜、俄罗斯以及中国大陆的黑龙江、吉林、辽宁等地，生长于海拔700米的地区，见于山坡石上，目前尚未由人工引种栽培。

## 别名
毛景天（东北植物检索表）